# Алиакмонас (дем Горуша)
Алиакмонас или Вратин (на гръцки: Αλιάκμονας, катаревуса: Αλιάκμων, Алиакмон, до 1927 година Βρατίνιον, Вратинион, между 1927 и 1960 година Παλιούριον, Палиурион) е село в Гърция, дем Горуша (Войо) в област Западна Македония.

## География
Селото е разположено на 580 m надморска височина, на около 5 km източно от град Неаполи (Ляпчища), от лявата (североизточната) страна на река Бистрица (Алиакмонас), в южното подножие на планината Ризо.

## История

### В Османската империя
В края на ХІХ век Вратин е гръцко село в Населишката каза на Османската империя. Църквата „Света Троица“ е от 1859 година. Според статистиката на Васил Кънчов в 1900 година във Вратинъ живеят 375 гърци християни.
На Етнографската карта на Битолския вилает на Картографския институт в София от 1901 година Виртан е чисто гръцко село в казата Населица на Серфидженския санджак със 75 къщи.
Според статистика на Серфидженския санджак на гръцкото консулство в Еласона от 1904 година във Вратини (Βρατίνι), Населишка каза, живеят 400 гърци елинофони християни.

### В Гърция
През Балканската война в 1912 година в селото влизат гръцки части и след Междусъюзническата в 1913 година остава в Гърция.
През 1913 година при първото преброяване от новата власт във Вратинион са регистрирани 467 жители.
През 1927 година името на селото е променено на Палиурион, а през 1960 година – на Алиакмон, по гръцкото име на протичащата покрай селото река Бистрица.
В 2007 година е построен параклисът „Свети Дух“, осветен на 22 юни 2008 година от митрополит Павел Сисанийски и Сятищки. Край селото има и праклис „Животворящ източник“.
Населението традиционно произвежда жито, картофи, царевица и други земеделски продукти, като се занимава и със скотовъдство.
| Име                              | Име            | Ново име  | Ново име  | Описание                                               |
| -------------------------------- | -------------- | --------- | --------- | ------------------------------------------------------ |
| Пазай Каливия или Позайт Каливия | Ποζάϊτ Καλύβια | Елевтерос | Ελεύθερος | местност на Ю от Алиакмонас, по левия бряг на Бистрица |
| Видадика                         | Βιντάδικα      | Есохи     | Έσωχή     |                                                        |
| Баирия                           | Μπαΐρια        | Охира     | Όχυρά     |                                                        |

| Година    | 1913 | 1920 | 1928 | 1940 | 1951 | 1961 | 1971 | 1981 | 1991 | 2001 | 2011 | 2021 |
| --------- | ---- | ---- | ---- | ---- | ---- | ---- | ---- | ---- | ---- | ---- | ---- | ---- |
| Население | 467  | 354  | 508  | 587  | 524  | 512  | 458  | 451  | 316  | 281  | 231  | 126  |